# Lies (T-ara)
Lies è il secondo singolo estratto dall'album di debutto Absolute First Album.
La canzone è stata registrata nel 2009.

## Il brano
Il brano viene considerato il loro singolo di debutto, visto che venne pubblicato il video.

## Il video
Vennero svolti due video, la Dance Version, quello ufficiale e la Slow Version, il singolo promozionale.

## Posizioni
| Classifica                 | Posizione massima |
| -------------------------- | ----------------- |
| Gaon Digital chart         | 1                 |
| Gaon Streaming chart       | 3                 |
| Gaon Download chart        | 7                 |
| Gaon BGM chart             | 2                 |
| Gaon Mobile Ringtone chart | 1                 |